# Alleanza Radicale Europea
Il Gruppo dell'Alleanza Radicale Europea (ARE) (in inglese: European Radical Alliance, ERA; in francese: Groupe de l'Alliance Eadicale Européenne, ARE) è stato un gruppo politico al Parlamento europeo che accoglieva i parlamentari liberal-radicali e regionalisti nato nel 1994 e disciolto nel 1999. Al gruppo aderiva il partito Alleanza Libera Europea.

## Storia del gruppo
Dopo le elezioni europee del 1994 si vide una considerabile riduzione della rappresentanza dei membri del Gruppo Arcobaleno, composto da partiti regionalisti dell'Alleanza Libera Europea: rimasero solo alcuni autonomisti delle Canarie, del Belgio, i Nazionalisti Scozzesi e l'italiana Lega Nord. Quest'ultima fu sospesa dall'Alleanza Libera Europea dopo che decise di partecipare al primo Governo Berlusconi insieme ad esponenti di Alleanza Nazionale. A causa di tale riduzione i regionalisti non furono in grado di formare un proprio gruppo.
Così i regionalisti, insieme al francese Partito Radicale di Sinistra e ai radicali italiani eletti nella Lista Pannella-Riformatori il 19 luglio del 1994 formarono il Gruppo dell'Alleanza Radicale Europea all'interno del Parlamento Europeo, un gruppo radicale, federalista, ecologista e di sinistra.
Vi aderirono 19 parlamentari e il capogruppo era la francese Catherine Lalumière.
Dopo le elezioni europee del 1999 i regionalisti formarono un gruppo con i Verdi e i radicali entrarono nel Gruppo del Partito Europeo dei Liberali, Democratici e Riformatori.

## Composizione
| Partito                      | Nome locale                                | Stato       | MPE | Note            |
| ---------------------------- | ------------------------------------------ | ----------- | --- | --------------- |
| Energie Radicali             | Énergie Radicale / Parti Radical de Gauche | Francia     | 13  |                 |
| Lista Pannella - Riformatori | Lista Marco Pannella - Riformatori         | Italia      | 2   |                 |
| Partito Nazionale Scozzese   | Scottish National Party                    | Regno Unito | 2   |                 |
| Unione Popolare              | Volksunie                                  | Belgio      | 1   |                 |
| Coalizione Canaria           | Coalición Canaria                          | Spagna      | 1   | lascia nel 1996 |